# Municipio de Soldier (condado de Shawnee)
El municipio de Soldier (en inglés, Soldier Township) es un municipio del condado de Shawnee, Kansas, Estados Unidos. Tiene una población estimada, a mediados de 2023, de 15 107 habitantes.

## Geografía
Está ubicado en las coordenadas 39°09′16″N 95°39′40″O / 39.15444, -95.66111 (39.154583, -95.661198). Según la Oficina del Censo, tiene una superficie total de 164.60 km², de los cuales 161.31 km² corresponden a tierra firme y 2.29 km² están cubiertos de agua.

## Demografía
Según el censo de 2020, en ese momento había 15 109 personas residiendo en la zona. La densidad de población era de 93.66 hab./km². El 89.48% de los habitantes eran blancos, el 0.96% eran afroamericanos, el 0.90% eran amerindios, el 0.69% eran asiáticos, el 0.03% eran isleños del Pacífico, el 1.10% eran de otras razas y el 6.84% eran de una mezcla de razas. Del total de la población, el 4.82% eran hispanos o latinos de cualquier raza.